# فرودگاه له توکوئه – کوت دوپاله
فرودگاه له توکوئه - کوت دوپاله (به انگلیسی: Le Touquet – Côte d'Opale Airport) (به زبان بومی: Aéroport de Le Touquet - Côte d'Opale) یک فرودگاه همگانی با کد یاتا LTQ است که یک باند فرود سنگفرش دارد و طول باند آن ۱۸۵۰ متر است. این فرودگاه در کشور فرانسه قرار دارد و در ارتفاع ۶ متری از سطح دریا واقع شده است.

## شرکت‌های هواپیمایی و مقصدهای پروازی
| شرکت‌های هواپیمایی | مقصدهای پروازی |
| ----------------- | -------------- |
| لیدایر            | لید            |